# Steve Howe
Stephen James Howe, detto Steve (Londra, 8 aprile 1947), è un chitarrista e compositore britannico.
Principalmente noto come membro dello storico gruppo di rock progressivo Yes, in cui figura anche come autore o coautore di molti dei brani più celebri, è anche fra i fondatori del gruppo musicale Asia e ha al suo attivo una discografia solista piuttosto ampia, oltre a innumerevoli collaborazioni come guest star in opere di altri artisti, da Lou Reed ai Queen.
Virtuoso di ogni genere di chitarra (elettrica, spagnola, classica, steel guitar, mandolino e via dicendo), Howe ha ricevuto riconoscimenti per il suo contributo all'evoluzione della tecnica della chitarra moderna. La Gibson, casa produttrice della sua prima chitarra, ha detto che Howe «ha elevato la chitarra rock al rango di forma d'arte» e «ha contribuito a definire il nuovo stile musicale noto come art rock». La Gibson ES-175, lo strumento preferito di Howe, è stato prodotto nel 2002 in una edizione limitata recante la sua firma. Allo stesso modo la sua predilezione delle chitarre Martin in campo acustico lo ha portato ad essere una sorta di testimonial per il modello 00-18. Così anche la Martin intorno al 2000 ha prodotto una serie limitata di chitarre "Steve Howe Signature", modello noto con la sigla Martin 00-18SH.

## Biografia

### Un ragazzo prodigio
Stephen James Howe nacque nel quartiere di Holloway nel nord di Londra il giorno 8 aprile 1947, ultimo di quattro fratelli. Fin da giovanissimo mostrò un grandissimo interesse per la musica di ogni genere, ma soprattutto per le registrazioni di orchestre jazz. A dodici anni ricevette in regalo dai genitori la prima chitarra, che imparò a suonare da autodidatta. Ragazzo prodigio, a sedici anni suonava già in un gruppo semiprofessionista di nome The Syndicats, che si esibiva in cover di brani rhythm'n'blues e arrivò a incidere diversi singoli.
Il giovanissimo Howe si trovò presto a essere molto richiesto presso le band emergenti di Londra. A diciotto anni entrò nel gruppo The In Crowd, e collaborò come session man alla hit Excerpts from a Teenage Opera di Mark Writz. The In Crowd, divenuti poi Tomorrow, incisero alcuni singoli e un album, venendo indicati dalla critica come una delle band più rappresentative del neonato rock psichedelico inglese.
All'età di ventun anni, ancora alla ricerca della propria collocazione ideale, Steve fondò il gruppo Bodast, con cui si esibì dal vivo su numerosi palchi, suonando in attesa dell'inizio di concerti per band già famose come The Who. I numerosi brani incisi dai Bodast, però, non giunsero alle stampe se non parecchi anni dopo, in seguito all'enorme successo che Howe avrebbe riscosso con la sua band successiva, gli Yes.

### Gli anni d'oro degli Yes

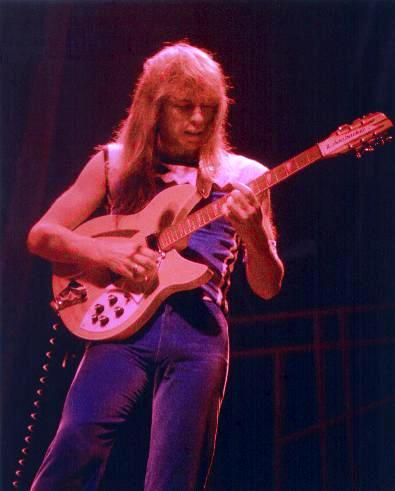
Steve Howe in concerto nel 1977

Mentre ancora i Bodast tentavano di sfondare, prima i Jethro Tull e poi i The Nice di Keith Emerson offrirono ad Howe il ruolo di chitarra solista. Entrambe le offerte furono declinate, e nella primavera del 1970 Howe fece il suo ingresso negli Yes, un gruppo che aveva alle spalle già due album di discreto successo, allora formato dal cantante Jon Anderson, il tastierista Tony Kaye, il bassista Chris Squire e il batterista Bill Bruford.
L'ingresso di Howe, che sostituiva il precedente chitarrista Peter Banks, portò una vera rivoluzione nel gruppo. Il primo album degli Yes con Howe alla chitarra, The Yes Album del 1971, consacrò immediatamente gli Yes come membri dell'Olimpo del rock progressivo. Il contributo di Howe a quest'opera fu enorme; coautore della maggior parte dei brani (in alcuni dei quali ripropose frammenti del materiale Bodast mai pubblicato), nell'arco di quaranta minuti scarsi di musica Howe esibì un vasto repertorio di tecniche chitarristiche, dalle inedite soluzioni rock di Yours Is No Disgrace, all'indiavolato ragtime di The Clap, al mandolino romantico di Your Move. Dopo quest'album, per la prima volta, gli Yes partirono per un tour mondiale (Europa e Nordamerica).
Gli anni successivi rappresentarono l'apice della storia del gruppo, con album acclamatissimi come Fragile, Close to the Edge, Tales from Topographic Oceans, Relayer e Going for the One. È impossibile sopravvalutare il contributo di Howe a questi lavori; in particolare, il suo sodalizio compositivo con il cantante Jon Anderson diede alla luce gran parte dei brani considerati pietre miliari della discografia del gruppo. Con l'ingresso di Rick Wakeman alle tastiere (e nonostante l'abbandono dell'eclettico avanguardista Bruford, sostituito da un più misurato Alan White), gli Yes vennero presto identificati dalla critica e dal pubblico come un supergruppo, un sodalizio di virtuosi dei rispettivi strumenti.
Nel 1975, mentre gli Yes erano all'apice della loro carriera, su suggerimento di Jon Anderson ciascuno dei membri diede inizio a una propria parallela carriera solista; Howe incise il suo primo album Beginnings, a cui fece seguire un concerto solista al Jazz Festival di Montreux in Svizzera. Poco tempo dopo incise il secondo album, The Steve Howe Album. Entrambi questi lavori ebbero un discreto successo commerciale. Dal 1977, Howe vinse per cinque anni consecutivi il riconoscimento come "Best Overall Guitarist" dalla rinomata rivista tecnica Guitar Player, diventando tra l'altro il primo chitarrista rock a entrare nella "Hall of Fame" della rivista.

### Abbandoni e ritorni
All'inizio degli anni ottanta, gli Yes entrarono in un periodo di crisi e subirono numerose defezioni, fino all'abbandono dello stesso cantante Jon Anderson. Nell'album Drama, del 1980, gli unici membri "classici" ad apparire sono Howe, White e Squire (unico membro del gruppo ad apparire in tutte le pubblicazioni ufficiali). Nonostante il buon successo commerciale di Drama e del successivo tour, gli Yes si sciolsero ufficialmente nel 1981.
In questo periodo Howe intensificò le collaborazioni con altri artisti (possiamo ricordare Lou Reed e Frankie Goes to Hollywood fra quelli più noti) e, nel 1982, fondò gli Asia, un altro supergruppo composto di reduci delle più importanti band progressive degli anni settanta (John Wetton dei King Crimson, Geoff Downes dei Buggles e degli Yes, Carl Palmer degli Emerson, Lake & Palmer). Nonostante il notevole successo commerciale ottenuto da questo progetto, Howe abbandonò la propria "creatura" appena dopo il secondo album (per dissidi con John Wetton), partecipando solo occasionalmente come guest star ai successivi album pubblicati dagli Asia negli anni novanta.
Un altro progetto di questo periodo fu GTR, un duo di virtuosi della chitarra fondato da Howe assieme a Steve Hackett (ex Genesis); l'album omonimo è del 1986, e viene considerato spesso (anche a causa della presenza di Downes), una sorta di spin-off dell'esperienza Asia.
Nel frattempo, gli Yes si erano ricostituiti (senza Howe), pubblicando nel 1983 un album di grandissimo successo commerciale, 90125. A livello compositivo, questa nuova formazione vedeva l'egemonia del chitarrista sudafricano Trevor Rabin, e viene identificata dai fan degli Yes con il nome "Yeswest" (poiché il gruppo aveva la propria base negli Stati Uniti). Lo stesso Jon Anderson partecipò al progetto per alcuni anni ma, verso la fine del decennio, decise di tentare una sorta di "ritorno alle origini", chiamando a raccolta alcuni fra i membri fondamentali degli Yes degli inizi: Wakeman, Bruford e lo stesso Howe. Ne nacquero una band nota come Anderson Bruford Wakeman Howe o "ABWH", un album omonimo, e un tour mondiale dal nome An Evening of Yes Music Plus, in cui vennero suonati principalmente brani degli "Yes classici".
Gli anni successivi videro una "reunion" degli Yes, con la fusione di Yeswest e ABWH, che diede luogo all'album significativamente battezzato Union.

### La carriera solista, e ritorni con Yes e Asia

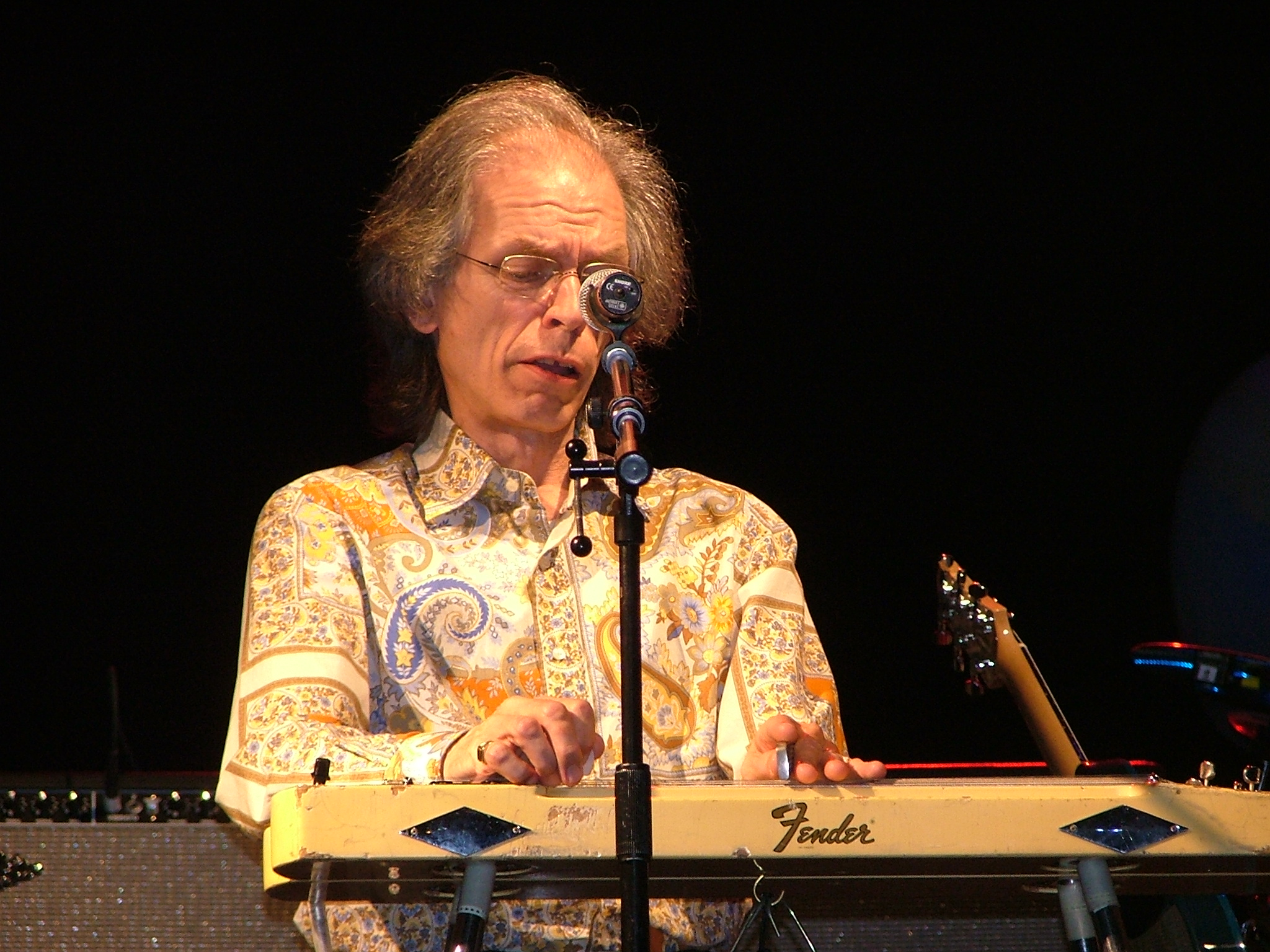
Howe in concerto nel 2005 a Cagliari.

A questo punto Howe riprese le fila della sua carriera solista, abbandonata al secondo album, iniziando a pubblicare opere proprie in modo abbastanza regolare (più o meno una all'anno). Nel 1991 uscì il terzo album Turbulence, a cui seguirono in breve successione Not Necessarily Acoustic, The Grand Scheme of Things, Pulling Strings e Mothballs (una raccolta dei lavori incisi da Howe con i gruppi della sua adolescenza, dai Syndicats ai Bodast).
Nel 1991 collaborò con i Queen con un memorabile assolo di chitarra nella canzone Innuendo.
Nella metà degli anni novanta, allontanatosi Trevor Rabin, gli Yes tornarono a ricostituirsi nella loro formazione classica (Anderson, Squire, Wakeman, White e Howe). La pubblicazione di nuovi album degli Yes (a partire dai due Keys to Ascension fino all'ultimo Magnification nel 2001) con i relativi tour mondiali, tuttavia, non ha rallentato la produzione solista di Howe. Il suo ultimo tour solista, con la "band" Steve Howe's Rhemedy, formata da lui stesso e dai suoi due figli Dylan e Virgil, ha coperto nel 2003 gran parte dell'Europa.
Nel 2006, superati i dissidi con John Wetton, Howe è tornato negli Asia, ricostituitisi nella formazione originaria (Howe, Palmer, Wetton e Downes) dopo quasi 25 anni. Dopo due lunghi tour, rallentati solo da problemi di salute di John Wetton, la band ha pubblicato un live (Fantasia - Live in Tokyo, 2007) e un nuovo album in studio (Phoenix, 2008).

## Collezionista di chitarre
In gioventù gli veniva attribuito il nomignolo di uomo con la chitarra in testa, proprio perché il mondo degli strumenti a corda affollava massicciamente i suoi pensieri, e non a caso è diventato uno dei massimi collezionisti di strumenti a corda del Regno Unito e del mondo. La sua collezione di strumenti di pregio è arrivata a contare fino a 160 pezzi, inclusi pezzi d'epoca (anche del 1700) e prestigiosi pezzi di produzione e custom; particolarmente cospicua la presenza di modelli Gibson e Martin, ma anche Fender, Gretsch, Danelectro, e via dicendo. La collezione, testimoniata dalla pubblicazione del 1994 The Steve Howe Guitar Collection, include molte tipologie di strumenti, inclusi mandolini, steel-guitars, chitarre a risuonatore (dobro), e altri modelli.

## Peculiarità stilistiche
I tratti stilistici predominanti dello stile di Howe riguardano la sua tecnica fingerstyle su chitarra acustica, il suo senso melodico e l'originalità nell'uso della chitarra elettrica. I suoi pezzi non sono mai semplici da riprodurre, anche quando la linea melodica lenta suggerirebbe apparentemente una semplicità esecutiva. Nei suoi lavori la ricerca melodica è sempre predominante rispetto alla tecnica, e anche per questo motivo i suoi brani sono spesso caratterizzati da innovazioni tecniche e passaggi "non intuitivi".
Un'altra caratteristica fondamentale che lo ha reso molto amato dagli estimatori del genere progressive riguarda la determinazione a rendere i propri pezzi dei "classici", cercando di riprodurli senza un eccessivo spazio all'improvvisazione.
Howe è stato anche uno dei pionieri (con David Gilmour dei Pink Floyd) dell'uso della steel guitar nel rock europeo. Howe stesso ha dichiarato in diverse interviste che la steel guitar ha costituito spesso l'ispirazione delle sue composizioni, anche in casi in cui queste sono state poi realizzate in via definitiva su chitarre "fretted".
A livello timbrico, per le chitarre elettriche è stato equipaggiato per gran parte della sua carriera con amplificatori Fender e caratterizzato da un uso limitato di suoni "distorti". Essendo un appassionato di strumenti musicali ha sempre cercato di manipolare poco i suoni delle sue chitarre, cercando invece di mettere in evidenza la loro anima timbrica.

## Aneddoti
La sua apparizione sul disco dei Queen Innuendo è stato un fatto veramente casuale e non concordato preventivamente. Mentre i Queen registravano l'album a Montreux, anche Howe si trovava in Svizzera per concerti; in un giorno di pausa decise di fare una gita a Montreux, e mentre si trovava nella piazza adiacente al teatro incontrò un tecnico del suono che lo invitò a seguirlo nello studio dove i Queen stavano registrando. Howe conosceva già Freddie Mercury e Brian May; quest'ultimo lo convinse a mettere una sua idea sul brano, e da queste premesse nacque il distintivo riff di flamenco in 5/4.
Un giorno (negli anni settanta) Howe incontrò Paul Simon nell'ascensore dell'albergo nel quale entrambi alloggiavano (partecipavano alla stessa manifestazione musicale). Così, dopo essersi presentato, Howe chiese a Simon se avesse avuto modo di ascoltare la rielaborazione del brano America (scritto da Simon) registrata dagli Yes. Simon rispose che sì, l'aveva sentita e gli era piaciuta; riferendosi ironicamente all'originalità dell'arrangiamento, chiese "Ma perché quella composizione l'avete attribuita a me?".

## Discografia

### Come Anderson Bruford Wakeman Howe
- 1989 - Anderson Bruford Wakeman Howe
- 1994 - An Evening of Yes Music Plus

### Da solista
- 1975 - Beginnings
- 1979 - The Steve Howe Album
- 1991 - Turbulence
- 1993 - The Grand Scheme of Things
- 1994 - Not Necessarily Acoustic
- 1996 - Homebrew
- 1998 - Quantum Guitar
- 1999 - Pulling Strings
- 1999 - Portraits of Bob Dylan
- 2000 - Homebrew 2
- 2001 - Natural Timbre
- 2002 - Skyline
- 2003 - Elements
- 2005 - Spectrum (Steve Howe)
- 2005 - Homebrew 3
- 2008 - The Haunted Melody (Steve Howe Trio)
- 2008 - Motif vol. 1
- 2011 - Time
- 2020 - Love Is

### Asia
- 1982 - Asia
- 1983 - Alpha
- 1992 - Aqua
- 2007 - Fantasia - Live in Tokyo
- 2008 - Phoenix
- 2010 - Omega

### Partecipazioni
- 1972 - Lou Reed - Lou Reed
- 1973 - Rick Wakeman - The Six Wives of Henry the VIII
- 1988 - Billy Currie - Transportation
- 1989 - Paul Sutin - Seraphim
- 1991 - Queen - Innuendo
- 1995 - Paul Sutin - Voyagers
- 1998 - Mothballs
- 2001 - Oliver Wakeman - The 3 Ages of Magick
- 2002 - Martin Taylor - Masterpiece Guitars
- 2016 - Flavio Sala - Mi Guitarra y Mis Amores